# Loturile pentru Campionatul Mondial de Fotbal 1970
Mai jos sunt loturile pentru Campionatul Mondial de Fotbal 1970 din Mexic.

## Grupa 1

### Mexic
Antrenor principal: Raúl Cárdenas
| Nr. | Poz. | Jucător                | Data nașterii (vârsta) | Selecții | Club           |
| --- | ---- | ---------------------- | ---------------------- | -------- | -------------- |
| 1   | P    | Ignacio Calderón       | 13 decembrie 1943      |          | CD Guadalajara |
| 2   | F    | Juan Manuel Alejandrez | 17 mai 1944            |          | Cruz Azul      |
| 3   | F    | Gustavo Peña (c)       | 22 noiembrie 1941      |          | Cruz Azul      |
| 4   | F    | Francisco Montes       | 22 aprilie 1943        |          | CD Veracruz    |
| 5   | F    | Mario Pérez            | 30 iulie 1946          |          | Club América   |
| 6   | F    | Guillermo Hernández    | 25 iunie 1942          |          | Club América   |
| 7   | M    | Marcos Rivas           | 25 noiembrie 1947      |          | CF Atlante     |
| 8   | M    | Antonio Munguía        | 27 iunie 1942          |          | Cruz Azul      |
| 9   | M    | Enrique Borja          | 30 decembrie 1945      |          | Club América   |
| 10  | A    | Horacio López Salgado  | 15 septembrie 1948     |          | Club América   |
| 11  | A    | Aarón Padilla          | 10 iulie 1942          |          | UNAM Pumas     |
| 12  | P    | Antonio Mota           | 26 ianuarie 1939       |          | Necaxa         |
| 13  | F    | José Vantolrá          | 30 martie 1943         |          | Club Toluca    |
| 14  | F    | Javier Guzmán          | 9 ianuarie 1945        |          | Cruz Azul      |
| 15  | M    | Héctor Pulido          | 20 decembrie 1942      |          | Cruz Azul      |
| 16  | A    | Isidoro Díaz           | 14 martie 1940         |          | Club León      |
| 17  | M    | José Luis González     | 14 septembrie 1942     |          | UNAM Pumas     |
| 18  | M    | Mario Velarde          | 29 martie 1940         |          | UNAM Pumas     |
| 19  | A    | Javier Valdivia        | 4 decembrie 1941       |          | CD Guadalajara |
| 20  | M    | Juan Ignacio Basaguren | 21 iulie 1944          |          | CF Atlante     |
| 21  | A    | Javier Fragoso         | 19 aprilie 1942        |          | Club América   |
| 22  | P    | Francisco Castrejón    | 11 iunie 1947          |          | UNAM Pumas     |

### Uniunea Sovietică
Antrenor principal: Gavril Kachalin
| Nr. | Poz. | Jucător                | Data nașterii (vârsta) | Selecții | Club            |
| --- | ---- | ---------------------- | ---------------------- | -------- | --------------- |
| 1   | P    | Leonid Shmuts          | 8 octombrie 1948       | 0        | CSKA Moscova    |
| 2   | P    | Anzor Kavazashvili     | 19 iulie 1940          | 25       | Spartak Moscova |
| 3   | F    | Valentin Afonin        | 22 decembrie 1939      | 38       | SKA Rostov      |
| 4   | F    | Revaz Dzodzuashvili    | 15 aprilie 1945        | 10       | Dinamo Tbilisi  |
| 5   | F    | Vladimir Kaplichny     | 26 mai 1944            | 22       | CSKA Moscova    |
| 6   | F    | Evgeny Lovchev         | 29 ianuarie 1949       | 10       | Spartak Moscova |
| 7   | F    | Gennady Logofet        | 15 februarie 1942      | 15       | Spartak Moscova |
| 8   | F    | Murtaz Khurtsilava     | 5 ianuarie 1943        | 39       | Dinamo Tbilisi  |
| 9   | F    | Albert Shesternyov (c) | 20 iunie 1941          | 74       | CSKA Moscova    |
| 10  | M    | Valery Zikov           | 24 februarie 1944      | 1        | Dinamo Mos.     |
| 11  | M    | Kakhi Asatiani         | 1 ianuarie 1947        | 10       | Dinamo Tbilisi  |
| 12  | M    | Nikolay Kiselyov       | 29 ianuarie 1946       | 8        | Spartak Moscova |
| 13  | P    | Lev Yashin             | 22 octombrie 1929      | 74       | Dinamo Mos.     |
| 14  | M    | Vladimir Muntyan       | 14 septembrie 1946     | 13       | Dinamo Kiev     |
| 15  | M    | Viktor Serebryanikov   | 29 martie 1940         | 19       | Dinamo Kiev     |
| 16  | A    | Anatoliy Byshovets     | 23 aprilie 1946        | 29       | Dinamo Kiev     |
| 17  | A    | Gennady Yevriuzhikin   | 4 februarie 1944       | 13       | Dinamo Mos.     |
| 18  | A    | Slava Metreveli        | 30 mai 1936            | 48       | Dinamo Tbilisi  |
| 19  | A    | Givi Nodia             | 2 ianuarie 1948        | 10       | Dinamo Tbilisi  |
| 20  | A    | Anatoliy Puzach        | 3 iunie 1941           | 10       | Dinamo Kiev     |
| 21  | A    | VItalia Khmelnitsky    | 12 iunie 1943          | 13       | Dinamo Kiev     |
| 22  | A    | Valeriy Porkujan       | 4 octombrie 1944       | 8        | Cernomoreț      |

### Belgia
Antrenor principal: Raymond Goethals
| Nr. | Poz. | Jucător                | Data nașterii (vârsta) | Selecții | Club                   |
| --- | ---- | ---------------------- | ---------------------- | -------- | ---------------------- |
| 1   | P    | Christian Piot         | 4 octombrie 1947       | 2        | Standard Liege         |
| 2   | F    | Georges Heylens        | 8 august 1941          | 48       | Anderlecht             |
| 3   | F    | Jean Thissen           | 21 aprilie 1946        | 12       | Standard Liege         |
| 4   | F    | Nicolas Dewalque       | 20 septembrie 1945     | 12       | Standard Liege         |
| 5   | F    | Léon Jeck              | 2 februarie 1947       | 10       | Standard Liege         |
| 6   | F    | Jean Dockx             | 24 mai 1941            | 11       | Anderlecht             |
| 7   | M    | Léon Semmeling         | 4 ianuarie 1940        | 21       | Standard Liege         |
| 8   | M    | Wilfried Van Moer      | 1 martie 1945          | 16       | Standard Liege         |
| 9   | A    | Johan Devrindt         | 14 aprilie 1944        | 16       | Anderlecht             |
| 10  | A    | Paul Van Himst (c)     | 2 octombrie 1943       | 55       | Anderlecht             |
| 11  | A    | Wilfried Puis          | 18 februarie 1943      | 41       | Anderlecht             |
| 12  | P    | Jean-Marie Trappeniers | 13 ianuarie 1942       | 15       | Anderlecht             |
| 13  | F    | Jacques Beurlet        | 21 decembrie 1944      | 7        | Standard Liege         |
| 14  | M    | Maurice Martens        | 5 iunie 1947           | 0        | Anderlecht             |
| 15  | M    | Erwin Vandendaele      | 5 martie 1945          | 1        | Club Brugge            |
| 16  | M    | Odilon Polleunis       | 1 mai 1943             | 12       | K. Sint-Truidense V.V. |
| 17  | M    | Jan Verheyen           | 9 iulie 1944           | 21       | K. Beerschot V.A.C.    |
| 18  | A    | Raoul Lambert          | 20 octombrie 1944      | 7        | Club Brugge            |
| 19  | A    | Pierre Carteus         | 24 septembrie 1943     | 0        | Club Brugge            |
| 20  | M    | Alfons Peeters         | 21 ianuarie 1943       | 6        | Anderlecht             |
| 21  | A    | Frans Janssens         | 25 septembrie 1945     | 0        | Lierse                 |
| 22  | P    | Jacques Duquesne       | 22 aprilie 1940        | 0        | Olympic Charleroi      |

### El Salvador
Antrenor principal:  Hernán Carrasco Vivanco
| Nr. | Poz. | Jucător              | Data nașterii (vârsta) | Selecții | Club                          |
| --- | ---- | -------------------- | ---------------------- | -------- | ----------------------------- |
| 1   | P    | Raúl Magaña          | 24 februarie 1940      |          | CD FAS                        |
| 2   | F    | Roberto Rivas        | 17 iulie 1941          |          | Alianza FC                    |
| 3   | F    | Salvador Mariona (c) | 16 decembrie 1943      |          | Alianza FC                    |
| 4   | F    | Santiago Cortés      | 19 ianuarie 1945       |          | Atlético Marte                |
| 5   | F    | Saturnino Osorio     | 6 ianuarie 1945        |          | CD Águila                     |
| 6   | M    | José Quintanilla     | 29 octombrie 1947      |          | Atlético Marte                |
| 7   | M    | Mauricio Rodríguez   | 12 septembrie 1945     |          | CD Universidad de El Salvador |
| 8   | M    | Jorge Vásquez        | 23 aprilie 1945        |          | CD Universidad de El Salvador |
| 9   | M    | Juan Ramón Martínez  | 20 aprilie 1948        |          | CD Águila                     |
| 10  | A    | Salvador Cabezas     | 28 februarie 1947      |          | Adler San Nicolas             |
| 11  | A    | Ernesto Aparicio     | 28 decembrie 1948      |          | Atlético Marte                |
| 12  | A    | Mario Monge          | 27 noiembrie 1938      |          | CD FAS                        |
| 13  | P    | Tomas Pineda         | 1 ianuarie 1939        |          | Alianza FC                    |
| 14  | F    | Mauricio Manzano     | 30 septembrie 1943     |          | CD FAS                        |
| 15  | A    | David Cabrera        | 12 septembrie 1945     |          | CD FAS                        |
| 16  | M    | Genaro Sarmeno       | 28 noiembrie 1948      |          | CD FAS                        |
| 17  | A    | Jaime Portillo       | 18 septembrie 1947     |          | Alianza FC                    |
| 18  | F    | Guillermo Castro     | 25 iunie 1940          |          | Atlético Marte                |
| 19  | M    | Sergio Méndez        | 14 februarie 1942      |          | Atlético Marte                |
| 20  | P    | Gualberto Fernández  | 12 iulie 1941          |          | CF Atlante                    |
| 21  | A    | Elmer Acevedo        | 24 februarie 1946      |          | CD FAS                        |
| 22  | M    | Alberto Villalta     | 19 noiembrie 1947      |          | Atlético Marte                |

## Grupa 2

### Italia
Antrenor principal: Ferruccio Valcareggi
| Nr. | Poz. | Jucător                | Data nașterii (vârsta) | Selecții | Club         |
| --- | ---- | ---------------------- | ---------------------- | -------- | ------------ |
| 1   | P    | Enrico Albertosi       | 2 noiembrie 1939       | 21       | Cagliari     |
| 2   | F    | Tarcisio Burgnich      | 25 aprilie 1939        | 33       | Inter Milano |
| 3   | F    | Giacinto Facchetti (c) | 18 iulie 1942          | 46       | Inter Milano |
| 4   | F    | Fabrizio Poletti       | 13 iulie 1943          | 4        | Torino       |
| 5   | F    | Pierluigi Cera         | 25 februarie 1941      | 2        | Cagliari     |
| 6   | M    | Ugo Ferrante           | 18 iulie 1945          | 1        | Fiorentina   |
| 7   | M    | Comunardo Niccolai     | 15 decembrie 1946      | 1        | Cagliari     |
| 8   | M    | Roberto Rosato         | 18 august 1943         | 18       | Milan        |
| 9   | M    | Giorgio Puia           | 8 martie 1938          | 7        | Torino       |
| 10  | F    | Mario Bertini          | 7 ianuarie 1944        | 9        | Inter Milano |
| 11  | A    | Luigi Riva             | 7 noiembrie 1944       | 16       | Cagliari     |
| 12  | P    | Dino Zoff              | 28 februarie 1942      | 10       | Napoli       |
| 13  | A    | Angelo Domenghini      | 25 august 1941         | 22       | Cagliari     |
| 14  | M    | Gianni Rivera          | 18 august 1942         | 38       | Milan        |
| 15  | M    | Sandro Mazzola         | 8 noiembrie 1942       | 37       | Inter Milano |
| 16  | M    | Giancarlo De Sisti     | 13 martie 1943         | 12       | Fiorentina   |
| 17  | P    | Lido Vieri             | 16 iulie 1939          | 4        | Inter Milano |
| 18  | F    | Antonio Juliano        | 1 ianuarie 1943        | 14       | Napoli       |
| 19  | A    | Sergio Gori            | 24 februarie 1946      | 0        | Cagliari     |
| 20  | A    | Roberto Boninsegna     | 13 noiembrie 1943      | 1        | Inter Milano |
| 21  | F    | Giuseppe Furino        | 5 iulie 1946           | 0        | Juventus     |
| 22  | A    | Pierino Prati          | 13 decembrie 1946      | 6        | Milan        |

### Suedia
Antrenor principal: Orvar Bergmark
| Nr. | Poz. | Jucător             | Data nașterii (vârsta) | Selecții | Club         |
| --- | ---- | ------------------- | ---------------------- | -------- | ------------ |
| 1   | P    | Ronnie Hellström    | 21 februarie 1949      | 12       | Hammarby     |
| 2   | F    | Hans Selander       | 15 martie 1945         | 28       | Helsingborgs |
| 3   | F    | Kurt Axelsson       | 10 noiembrie 1941      | 21       | Club Brugge  |
| 4   | F    | Björn Nordqvist (c) | 6 octombrie 1942       | 42       | Norrköping   |
| 5   | F    | Roland Grip         | 1 ianuarie 1941        | 21       | AIK Solna    |
| 6   | M    | Tommy Svensson      | 4 martie 1945          | 23       | Östers       |
| 7   | M    | Bo Larsson          | 5 mai 1944             | 22       | Malmö        |
| 8   | M    | Leif Eriksson       | 20 martie 1942         | 40       | Örebro       |
| 9   | M    | Ove Kindvall        | 16 mai 1943            | 15       | Feyenoord    |
| 10  | M    | Ove Grahn           | 9 mai 1943             | 14       | Grasshopper  |
| 11  | M    | Örjan Persson       | 27 august 1942         | 28       | Örgryte      |
| 12  | P    | Sven-Gunnar Larsson | 10 mai 1940            | 14       | Örebro       |
| 13  | M    | Claes Cronqvist     | 15 octombrie 1944      | 2        | Djurgårdens  |
| 14  | F    | Krister Kristensson | 25 iulie 1942          | 17       | Malmö        |
| 15  | F    | Leif Målberg        | 1 septembrie 1945      | 0        | Elfsborg     |
| 16  | A    | Tomas Nordahl       | 24 mai 1946            | 8        | Örebro       |
| 17  | P    | Ronney Pettersson   | 26 aprilie 1940        | 17       | Djurgårdens  |
| 18  | A    | Tom Turesson        | 17 mai 1942            | 18       | Club Brugge  |
| 19  | M    | Göran Nicklasson    | 20 august 1942         | 1        | Göteborg     |
| 20  | F    | Jan Olsson          | 18 martie 1944         | 12       | GAIS         |
| 21  | A    | Inge Ejderstedt     | 24 decembrie 1946      | 15       | Östers       |
| 22  | M    | Sten Pålsson        | 4 decembrie 1945       | 6        | GAIS         |

### Uruguay
Antrenor principal: Juan Hohberg
| Nr. | Poz. | Jucător                | Data nașterii (vârsta) | Selecții | Club                                   |
| --- | ---- | ---------------------- | ---------------------- | -------- | -------------------------------------- |
| 1   | P    | Ladislao Mazurkiewicz  | 14 februarie 1945      |          | Peñarol                                |
| 2   | F    | Atilio Ancheta         | 19 iulie 1948          |          | Club Nacional                          |
| 3   | F    | Roberto Matosas        | 11 mai 1940            |          | Peñarol                                |
| 4   | F    | Luis Ubiñas            | 7 iunie 1940           |          | Club Nacional                          |
| 5   | M    | Julio Montero Castillo | 25 aprilie 1944        |          | Club Nacional                          |
| 6   | F    | Juan Mujica            | 22 decembrie 1944      |          | Club Nacional                          |
| 7   | M    | Luis Cubilla           | 28 martie 1940         |          | Club Nacional                          |
| 8   | M    | Pedro Rocha (c)        | 3 decembrie 1942       |          | Peñarol                                |
| 9   | M    | Víctor Espárrago       | 6 octombrie 1944       |          | Club Nacional                          |
| 10  | M    | Ildo Maneiro           | 4 august 1947          |          | Club Nacional                          |
| 11  | A    | Julio Morales          | 16 februarie 1945      |          | Club Nacional                          |
| 12  | P    | Héctor Santos          | 29 octombrie 1944      |          | CA Bella Vista                         |
| 13  | M    | Rodolfo Sandoval       | 4 octombrie 1948       |          | Peñarol                                |
| 14  | F    | Francisco Cámera       | 1 ianuarie 1944        |          | CA Bella Vista                         |
| 15  | A    | Dagoberto Fontes       | 6 iunie 1943           |          | Defensor Sporting                      |
| 16  | F    | Omar Caetano           | 8 noiembrie 1938       |          | Peñarol                                |
| 17  | A    | Rúben Bareño           | 23 ianuarie 1944       |          | CA Cerro                               |
| 18  | F    | Alberto Gómez          | 10 iunie 1944          |          | Liverpool Montevideo                   |
| 19  | F    | Oscar Zubia            | 8 februarie 1946       |          | Club Atlético River Plate (Montevideo) |
| 20  | A    | Julio César Cortés     | 29 martie 1941         |          | Peñarol                                |
| 21  | A    | Julio Losada           | 16 iunie 1950          |          | Peñarol                                |
| 22  | P    | Walter Corbo           | 2 mai 1949             |          | Peñarol                                |

### Israel
Antrenor principal: Emmanuel Scheffer
| Nr. | Poz. | Jucător                | Data nașterii (vârsta) | Selecții | Club                     |
| --- | ---- | ---------------------- | ---------------------- | -------- | ------------------------ |
| 1   | P    | Yitzchak Vissoker      | 18 septembrie 1944     | 17       | Hapoel Petah Tikva       |
| 2   | F    | Shraga Bar             | 24 martie 1948         | 13       | Maccabi Netanya          |
| 3   | F    | Menachem Bello         | 26 decembrie 1947      | 25       | Maccabi Tel Aviv         |
| 4   | M    | David Primo            | 5 mai 1946             | 18       | Hapoel Tel Aviv          |
| 5   | F    | Zvi Rosen              | 23 iunie 1947          | 16       | Maccabi Tel Aviv         |
| 6   | F    | Shmuel Rosenthal       | 22 aprilie 1947        | 23       | Hapoel Petah Tikva       |
| 7   | M    | Itzhak Shum            | 1 septembrie 1948      | 8        | Hapoel Kfar Saba         |
| 8   | A    | Giora Spiegel          | 27 iulie 1947          | 19       | Maccabi Tel Aviv         |
| 9   | A    | Yehoshua Feigenbaum    | 5 decembrie 1947       | 15       | Hapoel Tel Aviv          |
| 10  | A    | Mordechai Spiegler (c) | 19 august 1944         | 36       | Maccabi Netanya          |
| 11  | M    | George Borba           | 12 iulie 1944          | 10       | Hapoel Tel Aviv          |
| 12  | M    | Yisha'ayahu Schwager   | 10 februarie 1946      | 6        | Maccabi Haifa            |
| 13  | A    | Yechezekel Chazom      | 1 ianuarie 1947        | 4        | Hapoel Tel Aviv          |
| 14  | M    | Dani Shmulevich-Rom    | 29 noiembrie 1940      | 24       | Maccabi Haifa            |
| 15  | A    | Rachamim Talbi         | 17 mai 1943            | 25       | Maccabi Tel Aviv         |
| 16  | F    | Yochanan Vollach       | 14 mai 1945            | 4        | Hapoel Haifa             |
| 17  | A    | Eli Ben Rimoz          | 1 ianuarie 1947        | 2        | Hapoel Ierusalim         |
| 18  | M    | Moshe Romano           | 6 mai 1946             | 6        | Shimshon Tel Aviv        |
| 19  | M    | Roni Shuruk            | 24 februarie 1946      | 8        | Hakoah Maccabi Ramat Gan |
| 20  | F    | David Karako           | 11 februarie 1945      | 6        | Maccabi Tel Aviv         |
| 21  | P    | Yechiel Hameiri        | 20 august 1946         | 1        | Hapoel Haifa             |
| 22  | P    | Yair Nossovsky         | 29 iunie 1937          | 3        | Hapoel Kfar Saba         |

## Grupa 3

### Brazilia
Antrenor principal: Mário Zagallo
| Nr. | Poz. | Jucător            | Data nașterii (vârsta) | Selecții | Club             |
| --- | ---- | ------------------ | ---------------------- | -------- | ---------------- |
| 1   | P    | Félix              | 24 decembrie 1937      | 23       | Fluminense       |
| 2   | F    | Brito              | 9 august 1939          | 28       | Flamengo         |
| 3   | M    | Piazza             | 25 februarie 1944      | 16       | Cruzeiro         |
| 4   | F    | Carlos Alberto (c) | 17 iulie 1944          | 40       | Santos           |
| 5   | M    | Clodoaldo          | 26 septembrie 1949     | 7        | Santos           |
| 6   | F    | Marco Antônio      | 6 februarie 1951       | 7        | Fluminense       |
| 7   | M    | Jairzinho          | 25 decembrie 1944      | 45       | Botafogo RJ      |
| 8   | M    | Gérson             | 11 ianuarie 1941       | 54       | Sao Paulo        |
| 9   | A    | Tostão             | 25 ianuarie 1947       | 36       | Cruzeiro         |
| 10  | A    | Pelé               | 23 octombrie 1940      | 81       | Santos           |
| 11  | M    | Rivellino          | 1 ianuarie 1946        | 21       | Corinthians      |
| 12  | P    | Ado                | 4 iulie 1946           | 2        | Corinthians      |
| 13  | A    | Roberto            | 31 iulie 1944          | 9        | Botafogo RJ      |
| 14  | F    | Baldocchi          | 14 martie 1946         | 1        | Palmeiras        |
| 15  | F    | Fontana            | 31 decembrie 1940      | 6        | Cruzeiro         |
| 16  | F    | Everaldo           | 11 septembrie 1944     | 8        | Gremio           |
| 17  | F    | Joel               | 18 septembrie 1946     | 26       | Santos           |
| 18  | M    | Paulo Cézar        | 16 iunie 1949          | 14       | Botafogo RJ      |
| 19  | A    | Edu                | 6 august 1949          | 29       | Santos           |
| 20  | A    | Dario              | 4 martie 1946          | 3        | Atletico Mineiro |
| 21  | F    | Zé Maria           | 18 mai 1949            | 1        | Portuguesa       |
| 22  | P    | Leão               | 11 iulie 1949          | 2        | Palmeiras        |

### Anglia
Manager: Alf Ramsey
| Nr. | Poz. | Jucător         | Data nașterii (vârsta) | Selecții | Club              |
| --- | ---- | --------------- | ---------------------- | -------- | ----------------- |
| 1   | P    | Gordon Banks    | 30 decembrie 1937      | 59       | Stoke City        |
| 2   | F    | Keith Newton    | 23 iunie 1941          | 24       | Everton           |
| 3   | F    | Terry Cooper    | 12 iulie 1944          | 8        | Leeds United      |
| 4   | M    | Alan Mullery    | 23 noiembrie 1941      | 27       | Tottenham         |
| 5   | F    | Brian Labone    | 23 ianuarie 1940       | 23       | Everton           |
| 6   | F    | Bobby Moore (c) | 12 aprilie 1941        | 80       | West Ham          |
| 7   | A    | Francis Lee     | 29 aprilie 1944        | 14       | Manchester City   |
| 8   | M    | Alan Ball       | 12 mai 1945            | 41       | Everton           |
| 9   | M    | Bobby Charlton  | 11 octombrie 1937      | 102      | Manchester United |
| 10  | A    | Geoff Hurst     | 8 decembrie 1941       | 38       | West Ham          |
| 11  | M    | Martin Peters   | 8 noiembrie 1943       | 38       | Tottenham         |
| 12  | P    | Peter Bonetti   | 27 septembrie 1941     | 6        | Chelsea           |
| 13  | P    | Alex Stepney    | 18 septembrie 1942     | 1        | Manchester United |
| 14  | F    | Tommy Wright    | 21 octombrie 1944      | 9        | Everton           |
| 15  | F    | Nobby Stiles    | 18 mai 1942            | 28       | Manchester United |
| 16  | M    | Emlyn Hughes    | 28 august 1947         | 6        | Liverpool         |
| 17  | F    | Jack Charlton   | 8 mai 1935             | 34       | Leeds United      |
| 18  | F    | Norman Hunter   | 29 octombrie 1943      | 13       | Leeds United      |
| 19  | M    | Colin Bell      | 26 februarie 1946      | 11       | Manchester City   |
| 20  | A    | Peter Osgood    | 20 februarie 1947      | 1        | Chelsea           |
| 21  | A    | Allan Clarke    | 31 iulie 1946          | 0        | Leeds United      |
| 22  | A    | Jeff Astle      | 13 mai 1942            | 3        | West Bromwich     |

### Cehoslovacia
Antrenor principal: Josef Marko
| Nr. | Poz. | Jucător               | Data nașterii (vârsta) | Selecții | Club              |
| --- | ---- | --------------------- | ---------------------- | -------- | ----------------- |
| 1   | P    | Ivo Viktor            | 21 mai 1942            | 19       | Dukla Praga       |
| 2   | F    | Karol Dobiaš          | 18 decembrie 1947      | 9        | Spartak Trnava    |
| 3   | F    | Václav Migas          | 16 septembrie 1944     | 4        | Sparta Praga      |
| 4   | F    | Vladimír Hagara       | 7 noiembrie 1943       | 10       | Spartak Trnava    |
| 5   | F    | Alexander Horváth (c) | 28 decembrie 1938      | 24       | Slovan Bratislava |
| 6   | A    | Andrej Kvašňák        | 19 mai 1935            | 49       | Mechelen          |
| 7   | M    | Bohumil Veselý        | 18 iunie 1945          | 13       | Sparta Praga      |
| 8   | A    | Ladislav Petráš       | 1 decembrie 1946       | 1        | Inter Bratislava  |
| 9   | M    | Ladislav Kuna         | 3 aprilie 1947         | 22       | Spartak Trnava    |
| 10  | A    | Jozef Adamec          | 26 februarie 1942      | 30       | Spartak Trnava    |
| 11  | A    | Karol Jokl            | 29 august 1945         | 18       | Slovan Bratislava |
| 12  | F    | Ján Pivarník          | 13 noiembrie 1947      | 6        | MFK Košice        |
| 13  | P    | Anton Flešár          | 8 mai 1944             | 1        | Lokomotíva Košice |
| 14  | F    | Vladimír Hrivnák      | 23 aprilie 1945        | 4        | Slovan Bratislava |
| 15  | F    | Ján Zlocha            | 24 martie 1942         | 3        | Slovan Bratislava |
| 16  | M    | Ivan Hrdlička         | 20 noiembrie 1943      | 13       | Slovan Bratislava |
| 17  | M    | Jaroslav Pollák       | 11 iulie 1947          | 5        | MFK Košice        |
| 18  | M    | František Veselý      | 7 decembrie 1943       | 16       | Slavia Praga      |
| 19  | M    | Josef Jurkanin        | 5 martie 1949          | 8        | Sparta Praga      |
| 20  | A    | Milan Albrecht        | 16 iulie 1950          | 2        | Jednota Trenčín   |
| 21  | A    | Ján Čapkovič          | 11 ianuarie 1948       | 4        | Slovan Bratislava |
| 22  | P    | Alexander Vencel      | 8 februarie 1944       | 12       | Slovan Bratislava |

### România
Antrenor principal: Angelo Niculescu
| Nr. | Poz. | Jucător             | Data nașterii (vârsta) | Selecții | Club                |
| --- | ---- | ------------------- | ---------------------- | -------- | ------------------- |
| 1   | P    | Necula Răducanu     | 10 mai 1946            | 9        | Rapid               |
| 2   | F    | Lajos Sătmăreanu    | 21 februarie 1944      | 20       | Steaua București    |
| 3   | F    | Nicolae Lupescu     | 17 decembrie 1940      | 7        | Rapid               |
| 4   | F    | Mihai Mocanu        | 24 februarie 1942      | 25       | Petrolul Ploiești   |
| 5   | M    | Cornel Dinu         | 2 august 1948          | 16       | Dinamo              |
| 6   | M    | Dan Coe             | 8 septembrie 1941      | 39       | Rapid               |
| 7   | M    | Emerich Dembrovschi | 6 octombrie 1945       | 11       | Dinamo Bacău        |
| 8   | A    | Nicolae Dobrin      | 26 august 1947         | 24       | Argeș Pitești       |
| 9   | A    | Florea Dumitrache   | 22 mai 1948            | 13       | Dinamo              |
| 10  | M    | Radu Nunweiller     | 16 noiembrie 1944      | 14       | Dinamo              |
| 11  | A    | Mircea Lucescu (c)  | 29 iulie 1945          | 25       | Dinamo              |
| 12  | F    | Mihai Ivăncescu     | 22 martie 1942         | 0        | Steagul Roșu Brașov |
| 13  | F    | Augustin Deleanu    | 23 august 1944         | 11       | Dinamo              |
| 14  | F    | Vasile Gergely      | 28 octombrie 1941      | 35       | Dinamo              |
| 15  | F    | Ion Dumitru         | 2 ianuarie 1950        | 3        | Rapid               |
| 16  | M    | Alexandru Neagu     | 19 iulie 1948          | 4        | Rapid               |
| 17  | M    | Gheorghe Tătaru     | 5 mai 1948             | 0        | Steaua București    |
| 18  | A    | Marin Tufan         | 14 octombrie 1942      | 2        | Farul               |
| 19  | A    | Flavius Domide      | 11 mai 1946            | 6        | UTA Arad            |
| 20  | F    | Nicolae Pescaru     | 27 martie 1943         | 1        | Steagul Roșu Brașov |
| 21  | P    | Stere Adamache      | 17 august 1941         | 2        | Steagul Roșu Brașov |
| 22  | P    | Gheorghe Gornea     | 2 august 1944          | 4        | UTA Arad            |

## Grupa 4

### Germania de Vest
Antrenor principal: Helmut Schön
| Nr. | Poz. | Jucător                 | Data nașterii (vârsta) | Selecții | Club                |
| --- | ---- | ----------------------- | ---------------------- | -------- | ------------------- |
| 1   | P    | Sepp Maier              | 28 februarie 1944      | 19       | Bayern              |
| 2   | F    | Horst-Dieter Höttges    | 10 septembrie 1943     | 49       | Werder Bremen       |
| 3   | F    | Karl-Heinz Schnellinger | 31 martie 1939         | 41       | Milan               |
| 4   | M    | Franz Beckenbauer       | 11 septembrie 1945     | 38       | Bayern              |
| 5   | F    | Willi Schulz            | 4 octombrie 1938       | 61       | Hamburg             |
| 6   | M    | Wolfgang Weber          | 26 iunie 1944          | 37       | Köln                |
| 7   | F    | Berti Vogts             | 30 decembrie 1946      | 24       | M'gladbach          |
| 8   | A    | Helmut Haller           | 21 iulie 1939          | 32       | Juventus            |
| 9   | A    | Uwe Seeler (c)          | 5 noiembrie 1936       | 65       | Hamburg             |
| 10  | A    | Sigfried Held           | 7 august 1942          | 27       | Dortmund            |
| 11  | F    | Klaus Fichtel           | 19 noiembrie 1944      | 13       | Schalke 04          |
| 12  | M    | Wolfgang Overath        | 29 septembrie 1943     | 49       | Köln                |
| 13  | A    | Gerd Müller             | 3 noiembrie 1945       | 19       | Bayern              |
| 14  | A    | Reinhard Libuda         | 10 octombrie 1943      | 15       | Schalke 04          |
| 15  | F    | Bernd Patzke            | 14 martie 1943         | 19       | Hertha Berlin       |
| 16  | M    | Max Lorenz              | 19 august 1939         | 19       | Braunschweig        |
| 17  | A    | Hannes Löhr             | 5 iulie 1942           | 13       | Köln                |
| 18  | F    | Klaus-Dieter Sieloff    | 27 februarie 1942      | 9        | M'gladbach          |
| 19  | M    | Peter Dietrich          | 6 martie 1944          | 1        | M'gladbach          |
| 20  | A    | Jürgen Grabowski        | 7 iulie 1944           | 7        | Eintracht Frankfurt |
| 21  | P    | Manfred Manglitz        | 8 martie 1940          | 4        | Köln                |
| 22  | P    | Horst Wolter            | 8 iunie 1942           | 12       | Braunschweig        |

### Peru
Antrenor principal:  Didi
| Nr. | Poz. | Jucător              | Data nașterii (vârsta) | Selecții | Club                |
| --- | ---- | -------------------- | ---------------------- | -------- | ------------------- |
| 1   | P    | Luis Rubiños         | 31 decembrie 1940      |          | Sporting Cristal    |
| 2   | F    | Eloy Campos          | 31 mai 1942            |          | Sporting Cristal    |
| 3   | F    | Orlando de la Torre  | 21 noiembrie 1943      |          | Sporting Cristal    |
| 4   | F    | Héctor Chumpitaz (c) | 4 decembrie 1944       |          | Universitario       |
| 5   | F    | Nicolás Fuentes      | 20 decembrie 1941      |          | Universitario       |
| 6   | M    | Ramón Mifflin        | 5 aprilie 1947         |          | Sporting Cristal    |
| 7   | M    | Roberto Challe       | 24 noiembrie 1946      |          | Universitario       |
| 8   | M    | Julio Baylón         | 10 decembrie 1947      |          | Alianza Lima        |
| 9   | A    | Pedro Pablo León     | 26 martie 1943         |          | Alianza Lima        |
| 10  | A    | Teófilo Cubillas     | 8 martie 1949          |          | Alianza Lima        |
| 11  | M    | Alberto Gallardo     | 28 noiembrie 1940      |          | Sporting Cristal    |
| 12  | P    | Rubén Correa         | 25 iulie 1941          |          | Universitario       |
| 13  | M    | Pedro González       | 19 mai 1943            |          | Universitario       |
| 14  | F    | José Fernández       | 14 februarie 1939      |          | Sporting Cristal    |
| 15  | M    | Javier González      | 11 mai 1939            |          | Alianza Lima        |
| 16  | F    | Félix Salinas        | 11 mai 1939            |          | Universitario       |
| 17  | M    | Luis Cruzado         | 6 iulie 1941           |          | Universitario       |
| 18  | A    | José del Castillo    | 1 ianuarie 1943        |          | Sporting Cristal    |
| 19  | F    | Eladio Reyes         | 8 ianuarie 1948        |          | Alianza Lima        |
| 20  | A    | Hugo Sotil           | 18 mai 1948            |          | Deportivo Municipal |
| 21  | P    | Jesus Goyzueta       | 1 ianuarie 1947        |          | Universitario       |
| 22  | A    | Oswaldo Ramírez      | 29 martie 1947         |          | Sport Boys          |

### Bulgaria
Antrenor principal: Stefan Bozhkov
| Nr. | Poz. | Jucător               | Data nașterii (vârsta) | Selecții | Club               |
| --- | ---- | --------------------- | ---------------------- | -------- | ------------------ |
| 1   | P    | Simeon Simeonov       | 26 aprilie 1946        | 29       | Slavia Sofia       |
| 2   | F    | Aleksandar Shalamanov | 4 septembrie 1941      | 32       | Slavia Sofia       |
| 3   | F    | Ivan Dimitrov (c)     | 14 mai 1935            | 68       | PFK Akademik Sofia |
| 4   | F    | Stefan Aladzhov       | 18 octombrie 1947      | 9        | Levski Sofia       |
| 5   | M    | Ivan Davidov          | 5 octombrie 1943       | 7        | Slavia Sofia       |
| 6   | F    | Dimitar Penev         | 12 iulie 1945          | 46       | ȚSKA Sofia         |
| 7   | A    | Georgi Popov          | 14 iulie 1944          | 16       | Botev Plovdiv      |
| 8   | A    | Hristo Bonev          | 3 februarie 1947       | 24       | Lokomotiv Plovdiv  |
| 9   | A    | Petar Zhekov          | 10 octombrie 1944      | 23       | ȚSKA Sofia         |
| 10  | A    | Dimitar Yakimov       | 12 iulie 1941          | 57       | ȚSKA Sofia         |
| 11  | M    | Dinko Dermendzhiev    | 2 iunie 1941           | 35       | Botev Plovdiv      |
| 12  | F    | Milko Gaydarski       | 18 martie 1946         | 12       | Levski Sofia       |
| 13  | P    | Stoyan Yordanov       | 29 ianuarie 1944       | 4        | ȚSKA Sofia         |
| 14  | F    | Dobromir Zhechev      | 12 noiembrie 1942      | 41       | Levski Sofia       |
| 15  | F    | Boris Gaganelov       | 7 octombrie 1941       | 46       | ȚSKA Sofia         |
| 16  | M    | Asparuh Nikodimov     | 21 august 1945         | 12       | ȚSKA Sofia         |
| 17  | F    | Todor Kolev           | 29 aprilie 1942        | 9        | Slavia Sofia       |
| 18  | A    | Dimitar Marashliev    | 31 august 1947         | 6        | ȚSKA Sofia         |
| 19  | M    | Georgi Asparuhov      | 4 mai 1943             | 47       | Levski Sofia       |
| 20  | M    | Vasil Mitkov          | 17 septembrie 1943     | 7        | Levski Sofia       |
| 21  | A    | Bozhidar Grigorov     | 27 iulie 1945          | 0        | Slavia Sofia       |
| 22  | P    | Georgi Kamenski       | 3 februarie 1947       | 0        | Levski Sofia       |

Georgi Kamenski l-a înlocuit pe Iordan Filipov, care s-a accidentat.

### Maroc
Antrenor principal:  Blagoje Vidinić
| Nr. | Poz. | Jucător              | Data nașterii (vârsta) | Selecții | Club              |
| --- | ---- | -------------------- | ---------------------- | -------- | ----------------- |
| 1   | P    | Allal Ben Kassou     | 1 ianuarie 1941        |          | Rabat FAR         |
| 2   | F    | Abdallah Lamrani     | 1 ianuarie 1946        |          | Rabat FAR         |
| 3   | F    | Boujemaa Benkhrif    | 1 ianuarie 1947        |          | KAC Kenitra       |
| 4   | F    | Moulay Khanousi (c)  | 1 ianuarie 1939        |          | MAS Fes           |
| 5   | F    | Kacem Slimani        | 1 ianuarie 1948        |          | RS Settat         |
| 6   | M    | Mohammed Mahroufi    | 1 ianuarie 1947        |          | DH Jadida         |
| 7   | M    | Said Ghandi          | 1 ianuarie 1947        |          | Raja              |
| 8   | M    | Driss Bamous         | 15 decembrie 1942      |          | Rabat FAR         |
| 9   | A    | Ahmed Faras          | 1 ianuarie 1946        |          | Chabab Mohammedia |
| 10  | A    | Mohammed El Filali   | 9 iulie 1945           |          | Mouloudia Oujda   |
| 11  | M    | Maouhoub Ghazouani   | 1 ianuarie 1948        |          | Rabat FAR         |
| 12  | P    | Mohammed Hazzaz      | 1 ianuarie 1945        |          | MAS Fes           |
| 13  | F    | Jalili Fadili        | 1 ianuarie 1940        |          | Rabat FAR         |
| 14  | A    | Houmane Jarir        | 1 ianuarie 1945        |          | Raja              |
| 15  | M    | Hamed Dahane         | 1 ianuarie 1946        |          | Union Sidi Kacem  |
| 16  | M    | Moustapha Choukri    | 1 ianuarie 1945        |          | Raja              |
| 17  | A    | Ahmed Alaoui         | 1 ianuarie 1949        |          | RS Settat         |
| 18  | F    | Abdelkader El Khiati | 1 ianuarie 1945        |          | Rabat FAR         |
| 19  | P    | Abdelkader Ouaraghli | 1 ianuarie 1943        |          | Wydad             |